# Gà chọi Philippines

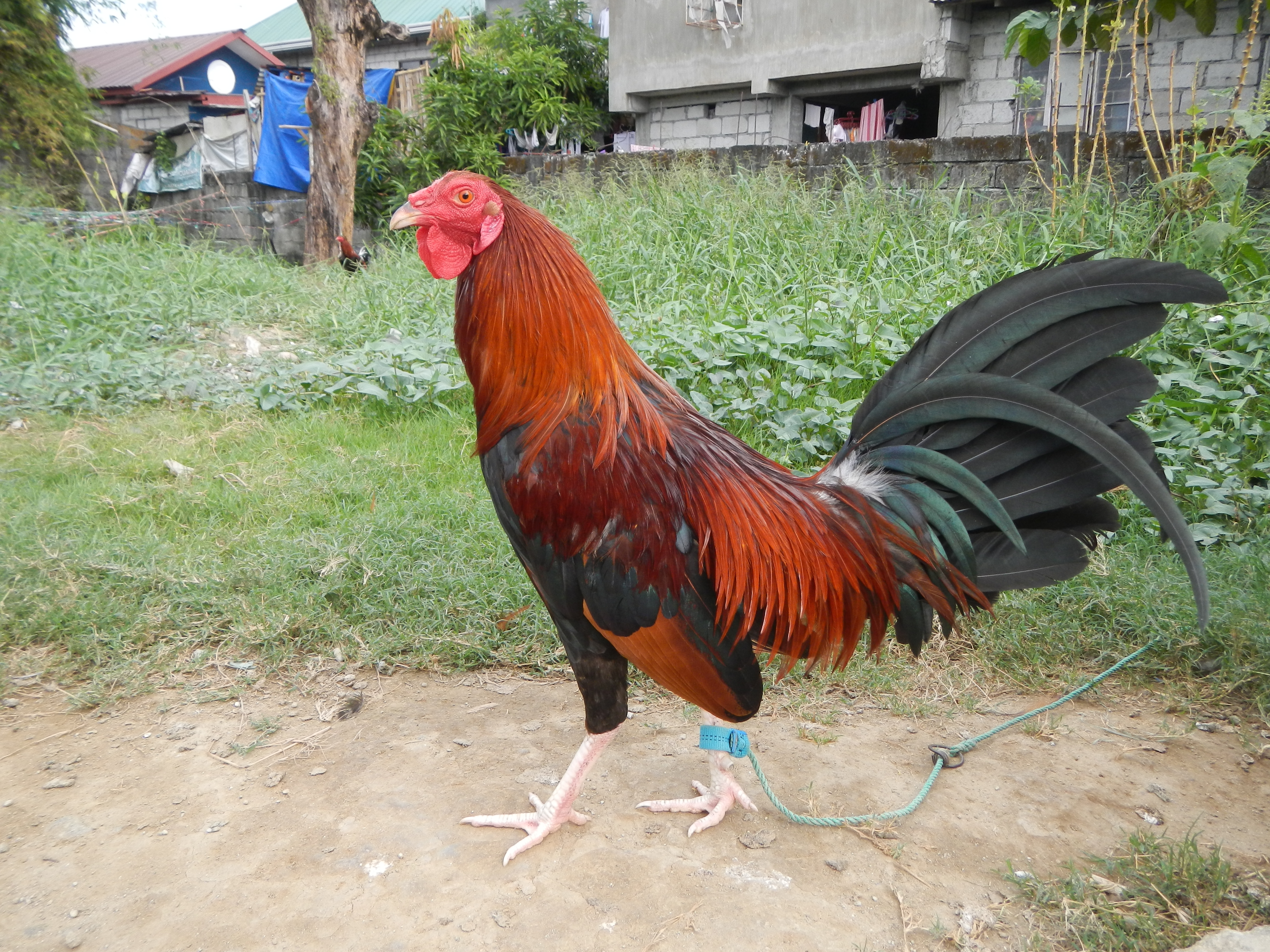
Gà chọi Philippines

Gà chọi Philippines (tên địa phương là Ayam Asli Filipina), còn gọi là gà địa phương Philippines hay gà Phi, là các giống gà bản địa của Philippines mà nổi bật là các giống gà chọi của xứ này. Gà của Philippines được sử dụng để làm gà chọi (Sabong), và chế biến thành các món ăn như chân gà nướng (adidas), thịt gà. Linh vật chú gà chọi Kiko Labuyo là biểu tượng của SEA Games 16 năm 1991 được tổ chức tại Philippines.

## Gà chọi

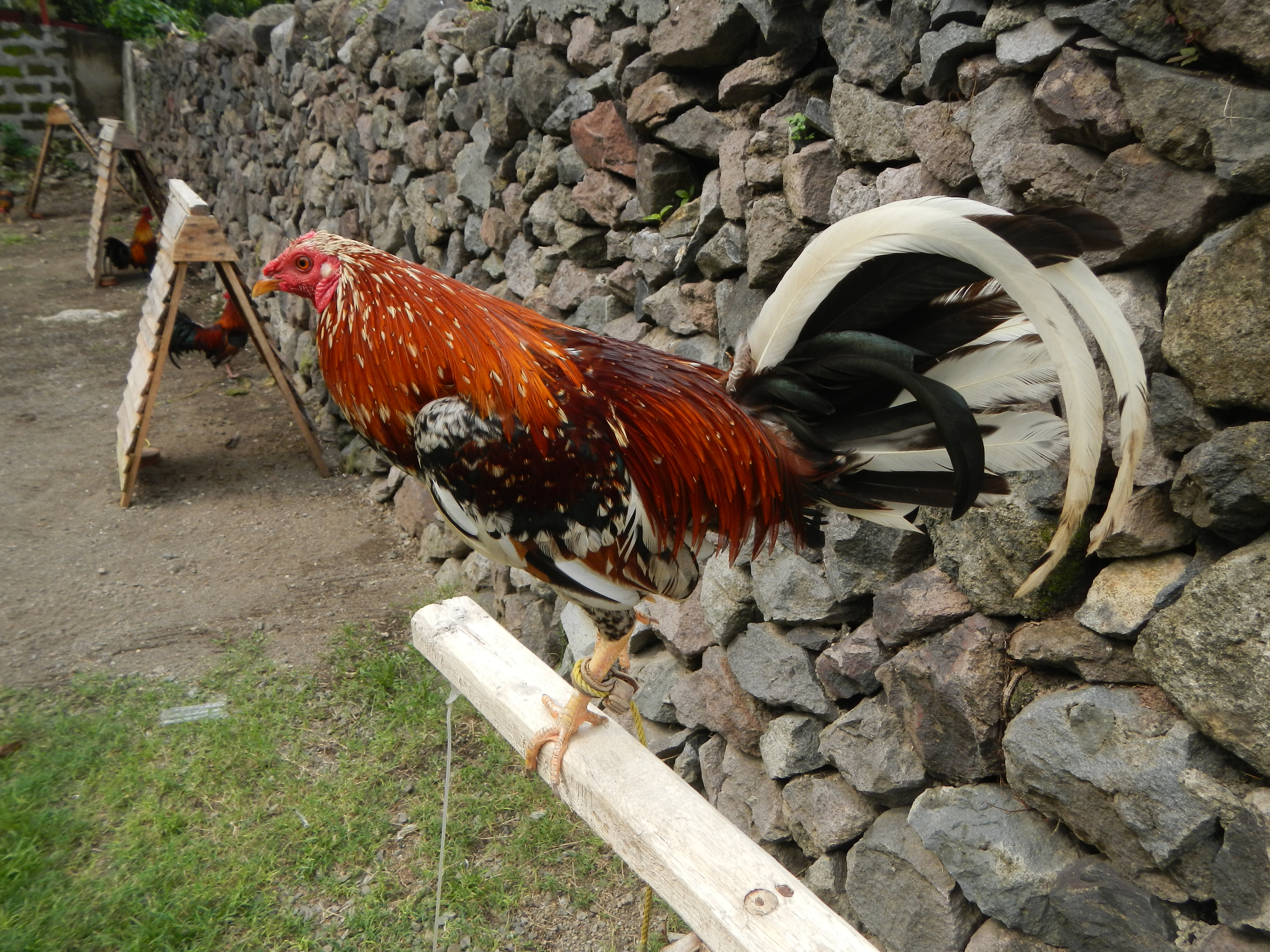
Gà Mễ

Gà chọi Philippines hay nói đúng hơn là gà được xuất xứ tại Philippines có nguồn gốc chính xác từ México, giống gà cựa Philippines cùng chung dòng là gà Mễ (México), nhưng ở Philippines chơi gà cựa dao là nhiều vì thế đã tạo ra những giống gà chuyên về đá cựa dao. Gà Phi hầu như đều là giống gà đá dao, gà phi nhỏ con, trạng khoảng 1,8-2,2 Kg. Gà phi lông hình đẹp, thịt đen, cũng có dòng thịt đỏ bầm, lông hình khá giống gà Mỹ vì nó cũng được kết cấu gen gần giống. Gà Phi lỳ lợm, đá tốc độ, nhưng là dòng chuyên cựa dao, gắn cựa tròn vào thì đá ít cựa, hoặc cựa không sâu.

## Dòng mới
Có một trang trại chăn nuôi lớn, sản xuất đại trà giống gà chọi đã đăng ký bản quyền là dòng Spartans. Giống chiến kê bất bại có những đặc điểm về sức mạnh và sức bền Spartan này được giới chăn gà chọi vinh danh, gọi là "Spartacus Invictus". Xuất xứ ban đầu là hai con gà giống từ đảo Negros, thuộc quần đảo Philippines, sau đó chuyển sang mảng các kỹ thuật nuôi và lai tạo các dòng gà chiến là dòng Spartans. Đây là giống gà lai từ dòng thuần của các giống gà Sweater, gà Roundhead, gà Albany và gà Hatch. Do đó mặc dù là giống gà địa phương của Philippines, nhưng gà tại trại Spartans lại mang nhiều gien của các giống gà nhập.
Những con gà đã giành được giải thưởng là những con thuộc dòng Spartan Red và Spartan White, giống gà lai giữa dòng Sweater và Roundhead với gà Hatch. Từ hai con gà chọi mua ở đảo Negros, hiện đã tạo ra nhiều gà chọi huyết thống khác nhau như Spartan Red, Spartan White, Spartan Bulik, Spartan Black và Spartan Gold thuộc các giống gà Dink Fair, gà Perry Hatch, Roundhead. Tuy nhiên gần đây trên thị trường xuất hiện giống gà nòi nổi tiếng của Mỹ là giống gà Blackwater, giống này đã được dùng để lai tạo ra các dòng Spartan mới mà hiện hiện nay dân chọi gà rất thích, đó là dòng Spartans Black, Spartans Gold và Spartans Bulik.

## Đá gà

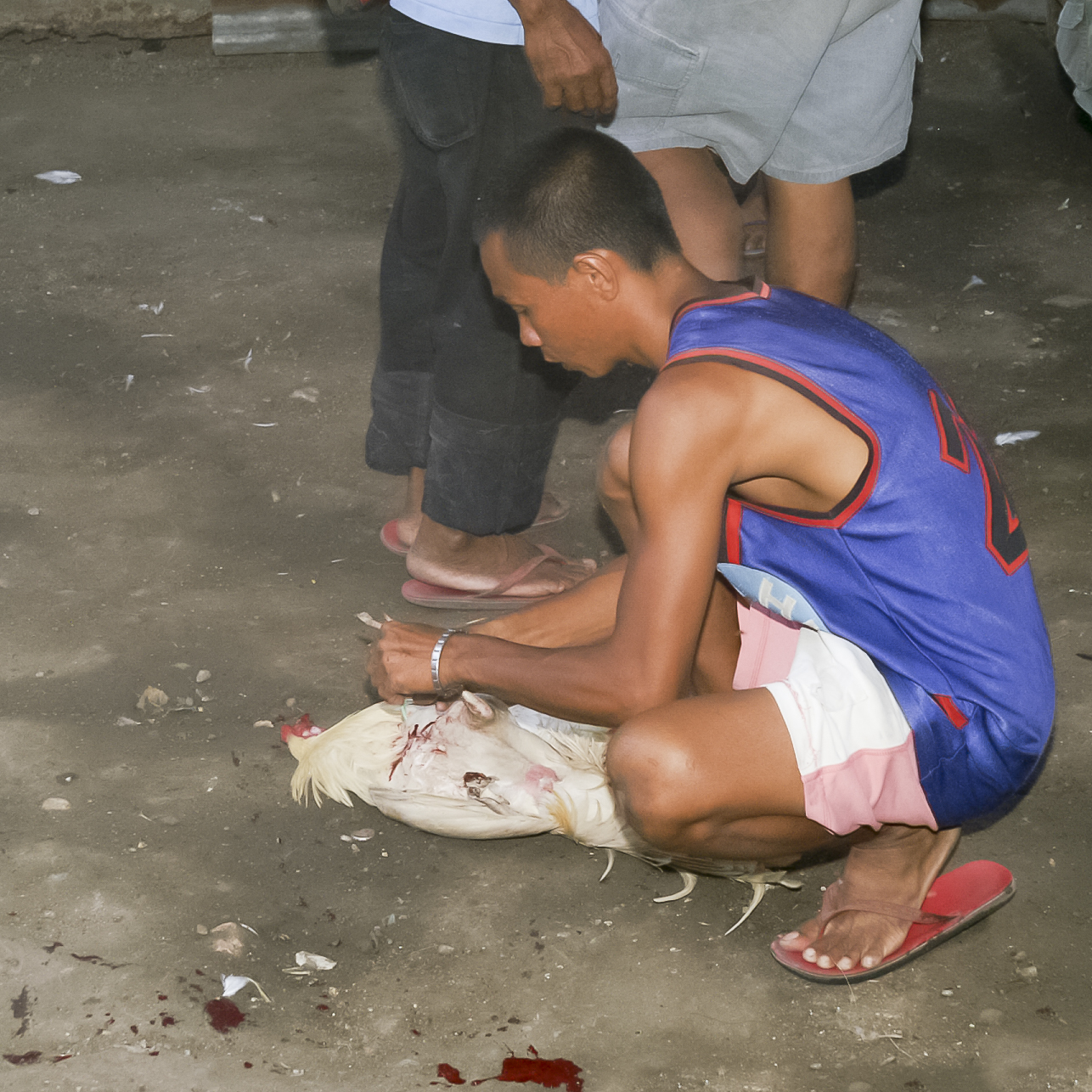
Chọi gà ở Cebu

Tại Philippines, môn thể thao 6.000 năm tuổi là chọi gà (đá gà) được pháp luật cho phép và trở thành ngành công nghiệp tỷ đô ở nước này. được coi như một môn thể thao được luật pháp bảo vệ. Người dân địa phương gọi trò này là Sabong. Mỗi năm, có khoảng 30 triệu con gà trống bị chết trên 2.500 trường gà chuyên nghiệp ở nước này. Khác với môn đá gà ở Việt Nam, đá gà ở Philippines là môn thể thao chuyên nghiệp nhưng lại được đánh giá là thiếu miếng đánh đẹp, gà đánh không hay, mỗi trận chỉ diễn ra trong vòng 1-2 phút, thậm chí có những trận chỉ 20 giây.
Trại Spartans đã trở thành một trại nuôi gà đá chuyên nghiệp với kỹ thuật dưỡng gà khoa học và hiện đại, cùng với đội ngũ nhân viên có chuyên môn cao. Lồng bới (scratch pen), lồng chạy (running pen) và dây chạy (running cord), lồng bay (fly pen) và những trang thiết bị hiện đại khác đáp ứng cao nhất các yêu cầu về huấn luyện gà trước trận đấu hoặc chuẩn bị cho thời khắc quan trọng nhất là đêm trước khi trận đấu diễn ra.